# Not Now
"Not Now" é um single da banda estadunidense Blink-182, lançado dia 28 de novembro de 2005 pela gravadora Geffen Records. O videoclipe da canção é em clima de despedida, com partes de concertos, fotos, imagens e videoclipes dos bastidores da banda.

## Faixas

### CD[2]
1. "Not Now" – 4:24.
2. "I Miss You" – 3:58 (ao vivo em Minneapolis)
3. "I Won't Be Home for Christmas" – 3:17

#### Material adicionado
- "Not Now" – 4:20 (videoclipe)